# Mary Ingalls

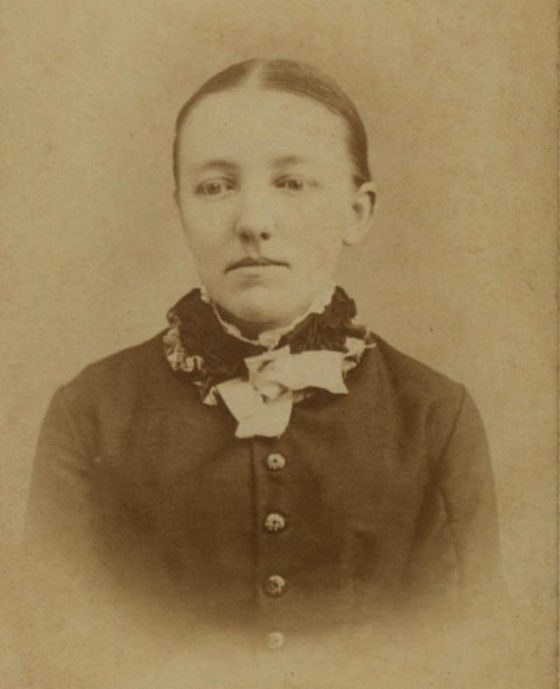
Mary Ingalls

Mary Amelia Ingalls (* 10. Januar 1865 in Wisconsin, USA; † 20. Oktober 1928 in De Smet, South Dakota) war die ältere Schwester der Schriftstellerin Laura Ingalls Wilder und Vorbild für die Figur der Mary in der Fernsehserie Unsere kleine Farm. Sie wurde als erste Tochter von Charles und Caroline Ingalls geboren. 
Die Rolle der Mary in der Fernsehserie basiert auf den Kindheitserinnerungen ihrer Schwester Laura. Im Gegensatz zur Serienfigur war die reale Mary Ingalls nie verheiratet.
Im Alter von 14 Jahren erblindete Mary Ingalls nach schwerer Krankheit; wie eine 2013 veröffentlichte Studie ergab, durch eine Meningoenzephalitis, einen bestimmten Typ der Meningitis. Die Familie zog nach Vinton County, um Mary Ingalls den Besuch des Iowa College for the Blind zu ermöglichen, wo sie ihre musikalischen Fähigkeiten entwickelte, Klavier und Orgel spielte. 1889 schloss sie das College ab und lebte bei ihren Eltern bis zu deren Tod. Mary Ingalls starb 1928 im Alter von 63 Jahren und wurde auf dem De Smet Cemetery in Kingsbury County beigesetzt.

## Verfilmung
- In der Fernsehserie Unsere kleine Farm wurde sie von Melissa Sue Anderson dargestellt.
- In Neuverfilmungen spielten Barbara Jane Reams (2000)[4] und Danielle Chuchran (2005)[5] die Rolle der Mary Ingalls.